# Hakor
Hakor hay Hagar, còn được biết đến trong tiếng Hy Lạp là Achoris hoặc Hakoris, là một pharaon thuộc vương triều thứ 29 của Ai Cập cổ đại. Triều đại của ông là giai đoạn đỉnh cao của vương triều yếu ớt và ngắn ngủi này, ông đã cai trị trong 13 năm- nhiều hơn một nửa thời gian tồn tại của triều đại này.

## Triều đại

### Tranh giành ngôi vị
Sự kế vị của Hakor và mối quan hệ với vị tiên vương Nepherites I của ông đã bị tranh cãi trong một khoảng thời gian dài. Sau khi Nepherites qua đời, một cuộc chiến tranh giành ngôi báu dường như đã xảy ra, và đã có hai hoặc ba người tuyên bố là vua: Hakor, Psammuthes, và một nhân vật có thể không có thực được gọi là Muthis, ông ta chỉ được nhắc đến trong Bản tóm tắt Manetho của Eusebius. Kết quả là, Hakor thường được coi là người kế vị hợp pháp của Nepherites hoặc một kẻ tiếm vị không có quan hệ về huyết thống.
Năm 1986, John D. Ray đề xuất rằng Hakor là người thừa kế của Nepherites, ông đã cai trị yên bình cho đến khi bị Psammuthes lật đổ vào năm trị vì thứ 2. Chỉ một năm sau, Hakor đã giành lại được ngôi vương của mình bằng việc đánh bại hoàn toàn kẻ tiếm vị và tiếp tục giữ nguyên ngày tháng cai trị của mình kể từ thời điểm lên ngôi lần đầu tiên, đơn giản chỉ giả vờ rằng sự gián đoạn này chưa bao giờ xảy ra. Người thứ ba, Muthis, có thể được gán thêm vào trong cuộc chiến tranh giành quyền lực này, nhưng vai trò của ông ta - giả định rằng ông ta thực sự đã tồn tại - chưa được biết rõ. Giả thuyết của Ray được các nhà Ai Cập học khác như Alan B. Lloyd và Toby Wilkinson chấp nhận.
Ngay sau khi qua đời, Hakor đã bị gọi là kẻ tiếm vị bởi vị vua sáng lập nên vương triều tiếp theo, Nectanebo I. Tuy nhiên, có giả thuyết cho rằng Hakor và Nectanebo có thể là họ hàng của nhau theo phương diện nào đó, có thể cả hai đều có quan hệ họ hàng với Nepherites I nhưng lại là địch thủ của nhau.

### Hoạt động ở Ai Cập

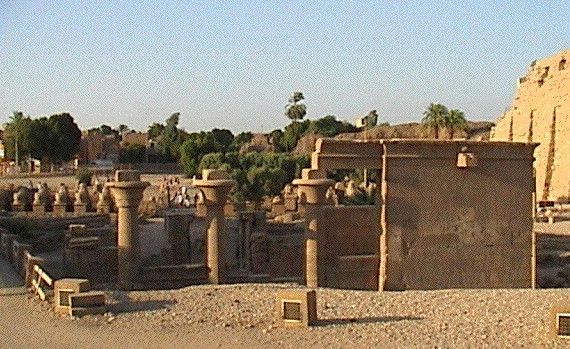
Nhà nguyện của Hakor ở Karnak

Khi đã giành lại được ngôi báu, Hakor đã có những nỗ lực đáng kể để khẳng định tính chính danh của ông, nhấn mạnh vào nguồn gốc của mình - thực sự hoặc hư cấu - bắt nguồn từ Nepherites . Ông cũng đã khôi phục lại nhiều công trình của các vị tiên vương.
Tại Karnak, Hakor đã hoàn thành nhà nguyện dành cho con thuyền thiêng liêng của Amun-Ra ở gần cửa tháp đầu tiên mà đã được bắt đầu bởi Psammuthes hoặc có thể là bởi Nepherites I; Ông có thể cũng đã bắt đầu xây một phức hợp đền thờ ở phía bắc Saqqara, sau này đã được phát triển thêm dưới thời Nectanebo II. Những hoạt động xây dựng của ông đã được chứng thực một cách rõ ràng tại nhiều nơi khác nhau ở Thượng Ai Cập (Luxor, Medinet Habu, El-Kab, El-Tod, Medamud, Elephantine), tại ngôi đền Hibis ở ốc đảo Kharga, cũng như các địa điểm khác ở miền Trung Ai Cập.

### Đối ngoại
Hakor dường như đã tiếp tục chính sách đối ngoại của Nepherites. Trong vở hài kịch Plutus của Aristophanes, được trình diễn vào năm 388 TCN, một liên minh giữa người Athen và người Ai Cập đã được đề cập tới, mặc dù có nhiều khả năng là nó muốn nói đến sự ủng hộ của người Athen đối với cuộc nổi dậy chống lại nhà Achaemenes do Evagoras I của Síp tiến hành- bản thân ông ta đã liên minh với Hakor. Theopompus cũng thuật lại một liên minh giữa Hakor với người Pisidia. Hòa ước của Antalcidas giữa người Ba Tư và người Hy Lạp (387 TCN) lại là một bước ngoặt sau đó: Chỉ còn Ai Cập và Síp là kẻ địch của Artaxerxes II theo như Theopompus và Orosius ghi lại. Những năm tiếp theo khá là mơ hồ, nhưng có vẻ như là người Ba Tư tấn công Ai Cập trước tiên vào năm 385 TCN, và sau ba năm chiến tranh, người Ai Cập đã đánh bại được quân xâm lược.  
Vào năm 381 TCN, Hakor đã gửi viện trợ gồm có tiền bạc và 50 tàu trireme (dường như không có thủy thủ đoàn) cho Evagoras để góp phần vào cuộc chiến chống lại Artaxerxes II, mà lúc này đây đang tập trung vào Síp sau khi ông ta thất bại trong chiến dịch ở Ai Cập. Tuy nhiên, vào năm 380 TCN, Evagoras đã tự mình đến Ai Cập để cầu xin một sự trợ giúp khác, Hakor nhận thấy không cần tiếp tục ủng hộ ông ta nữa và đưa ông ta quay trở về Síp chỉ với một khoản tiền lớn hơn.  Trong khi Evagoras đầu hàng Artaxerxes ngay sau đó, Hakor đã nhanh chóng gia nhập vào một liên minh ngắn ngủi với Sparta và Glos, con trai của viên đô đốc Ai Cập là Tamos, bản thân ông còn là một người ủng hộ cho Cyrus trẻ trong cuộc chiến chống lại Artaxerxes II. Hakor đã tìm cách lôi kéo viên tướng người Athen là Chabrias nhằm phụng sự cho mình, nhưng vị tướng người Ba Tư là Pharnabazus II đã tiến hành vận động người Athens để buộc ông ta phải hồi hương.

## Qua đời và kế vị
Hakor qua đời vào năm 379/8 TCN, và truyền lại ngôi vua cho người con trai Nepherites II của mình. Tuy nhiên, ông ta chỉ có thể giữ được ngai vàng trong bốn tháng trước khi bị lật đổ và thay thế bởi một vị tướng quân đến từ Sebennytos, Nectanebo I.